# Епископ Хоулара
Епископ Хоулара (исл. Hólabiskup) — помощник главы государственной евангелическо-лютеранской Церкви Исландии, вспомогательный епископ при епископе Исландии. Как и все служители церкви в Исландии, является исландским государственным служащим и получает зарплату из государственной казны.

## Роль и обязанности
Основная задача епископ Хоулара — вместе с епископом Скаульхольта рукоположить епископа Исландии, если уходящий епископ не может этого сделать, и замещать епископа Исландии во всех необходимых случаях. Он не обладает реальной властью в титулярной епархии Хоулара и ответственен только за исторический кафедральный собор в своей епархии и внутренние аспекты церковной жизни, рукоположение, проповеди, пастырскую заботу и общинное служение.
Епископ Хоулара выполняет епископские обязанности по просьбе епископа Исландии и от его имени, например рукополагает священников и дьяконов, освящает церкви и часовни. От имени епископа Исландии он наблюдает за реализацией церковной политики в отношении празднования, образования и благотворительности Церкви в титулярной епархии Хоулара. Епископ наблюдает за укомплектованием кадрами в епархии, следит за обучением переобучением священников, оказывает пастырскую заботу о священниках и церковном персонале в епархии. Посещает духовенство и общины в своей епархии.
От имени епископа Исландии и в соответствии с церковным порядком, изложенным в законах, постановлениях и правилах, епископ Хоулара обеспечивает духовное руководство и наблюдение в церквях в своей епархии и укрепляет церковную жизнь.
Когда епископ Исландии уходит в отставку или умирает, то епископ Хоулара, занимает свою должность до тех пор, пока в свою должность не вступит новый епископ Исландии.

## История
Первым епископом Хоулара был Йоун Эгмюндссон, который стал епископом в 1106 году, через 106 лет после принятия исландцами христианства. Долгие века, вместе с епископом Скаульхольта, епископ в Хоуларе был одним из двух католических иерархов в Исландии. После перехода Исландии в протестантство, в 1550 епископскую кафедру Хоулра впервые занял епископ-лютеранин.
В 1801 году епархия Хоуларе были объединена с епархий в Скаульхольте, кафедра объединенного епископства была перенесена в Рейкьявик в недавно построенный Кафедральный собор Рейкьявика, а единый епископ принял титул епископа Исландии.
В 1908 году было принято решение, что рукоположение нового епископа Исландии проводится или его уходящим в отставку предшественником, или вспомогательными епископами. Для этого, а также в память о прежнем устройстве исландской церкви и для сохранения древней кафедры Хоулара, в 1909 году был восстановлен титул епископа Хоулара, как вспомогательного епископа (исл. vígslubiskup) при епископе Исландии с резиденцией в Кафедральном соборе Хоулара. В 1990 году новое исландское законодательство увеличило полномочия и обязанности епископа Хоулара, в качестве одного из двух помощников главы государственной евангелическо-лютеранской Церкви Исландии. С 1990 года все три епископа образуют совет епископов Церкви Исландии, имеющий совещательные функции.

## Епископы Хоулара
Здесь и далее исландские и древнеисландские имена епископов транскрибированы согласно общепринятым правилам исландско-русской транскрипция. Имена епископов из Норвегии, Дании или иного другого происхождения, а также латинизированные имена, транскрибированы согласно правилам транскрипции с соответствующего языка. 

### Католические епископы Хоулара
Епископы Хоулара после учреждения кафедры в 1106 году:
- 1106–1121 — Йоун Эгмюндарсон (исл. Jón Ögmundarson)
- 1122–1145 — Кетидль Торстейнссон (исл. Ketill Þorsteinsson)
- 1147–1162 — Бьёрн Гилссон[исл.] (исл. Björn Gilsson)
- 1163–1201 — Брандюр Саймюндссон (исл. Brandur Sæmundsson)
- 1203–1237 — Гвюдмюндюр Арасон (исл. Guðmundur Arason)
- 1238–1247 — Ботольф (норв. Bótólf)
- 1247–1260 — Хейнрек Карссон (норв. Heinrek Karsson)
- 1263–1264 — Брандюр Йоунссон (исл. Brandur Jónsson)
- 1267–1313 — Йёрюндюр Торстейнссон (исл. Jörundur Þorsteinsson)
- 1313–1322 — Эйдун Торбергссон (норв. Auðunn Þorbergsson)
- 1324–1331 — Лаурентиюс Каульфссон (исл. Lárentíus Kálfsson)
- 1332–1341 — Эйидль Эйоульфссон (исл. Egill Eyjólfsson)
- 1342–1356 — Ормур Аслакссон (норв. Ormur Ásláksson)
- 1358–1390 — Йон Эйрикссон (норв. Jоn Eiríksson)
- 1391–1411 — Петер Никулассон (дат. Petur Nikulásson)
- 1411–1423 — Йон Хенрикссон (швед. Jon Henriksen)
- 1425–1435 — Джон Вильямсон Крэкстон (англ. John Williamson Craxton)
- 1435–1440 — Джон Блоксвич (исл. John Bloxwich)
- 1441–1441 — Роберт Вудборн (англ. Robert Wodborn)
- 1442–1457 — Готтскалк (норв. Gottskálk Keniksson)
- 1458–1495 — Олаф Рёнгвалдссон (норв. Olaf Rögnvaldsson)
- 1496–1520 — Готтскалк Никулассон (норв. Gottskolk Nikulásson)
- 1524–1550 — Йоун Арасон (исл. Jón Arason)

### Лютеранские епископы Хоулара
Епископы Хоулара после принятия лютеранства в 1552 году:
- 1552–1569 — Оулавюр Хьяльтасон (исл. Ólafur Hjaltason)
- 1571–1627 — Гвюдбрандюр Торлаукссон (исл. Guðbrandur Þorláksson)
- 1628–1656 — Торлаукюр Скуласон (исл. Þorlákur Skúlason)
- 1657–1684 — Гисли Торлаукссон (исл. Gísli Þorláksson)
- 1684–1690 — Йоун Вигфуссон (исл. Jón Vigfússon)
- 1692–1696 — Эйнар Торстейнссон (исл. Einar Þorsteinsson)
- 1697–1710 — Бьёдн Торлейфссон (исл. Björn Þorleifsson)
- 1711–1739 — Стейнн Йоунссон (исл. Steinn Jónsson)
- 1741–1745 — Людвиг Харбо (исл. Ludvig Harboe)
- 1746–1752 — Халльдоур Бриньоульфссон (исл. Halldór Brynjólfsson)
- 1755–1779 — Гисли Магнуссон (исл. Gísli Magnússon)
- 1780–1781 — Йоун Теитссон (исл. Jón Teitsson)
- 1784–1787 — Аудни Тоураринссон (исл. Árni Þórarinsson)
- 1789–1798 — Сигюрдюр Стефаунссон (исл. Sigurður Stefánsson)

### Титулярные епископы Хоулара церкви Исландии
Епископы Хоулара после восстановления титула в 1909 году в церкви Исландии:
- 1909–1927 — Гейр Саймюндссон: (исл. Geir Sæmundsson)
- 1928–1937 — Хаульфдаун Гвюдйоунссон: (исл. Hálfdán Guðjónsson)
- 1937–1959 — Фридрик Рабнар: (исл. Friðrik Rafnar)
- 1959–1969 — Сигюрдюр Стефаунссон: (исл. Sigurður Stefánsson)
- 1969–1981 — Пьетюр Сигюргейрссон: (исл. Pétur Sigurgeirsson)
- 1982–1991 — Сигюрдюр Гвюдмюндссон: (исл. Sigurður Guðmundsson)
- 1991–2002 — Болли Густавссон: (исл. Bolli Gústavsson)
- 2003–2012 — Йоун Адальстейнн Бальдвинссон: (исл. Jón Aðalsteinn Baldvinsson)
- 2012–         — Сольвейг Лаура Гвюдмюндсдоуттир: (исл. Solveig Lára Guðmundsdóttir)